# Dubbelleven (Vlaamse televisieserie)
Dubbelleven was een midfictiereeks voor Eén. De opnames vonden plaats in Mechelen. Ze startten eind mei 2010 en eindigden eind september 2010. Het is een productie van Eyeworks, dat ook al Vermist en Flikken produceerde.
Op de Vlaamse Televisiesterren 2011 werd Dubbelleven bekroond tot beste drama van 2010.

## Verhaal
Karen en Nina leven in de illusie dat ze een gelukkige relatie hebben. Wat ze niet weten, is dat ze één en dezelfde man delen. Als deze verongelukt, ontdekken ze dat hij hen jarenlang heeft voorgelogen en in werkelijkheid een dubbelleven leidde. De twee vrouwen vragen zich af hoe het nu verder moet met hun leven.

## Rolverdeling

### Hoofdrollen
| Acteur               | Personage        | Functie                                           |
| -------------------- | ---------------- | ------------------------------------------------- |
| Lucas Van den Eynde  | Mark Nuyens      | Verongelukt in aflevering 1                       |
| Barbara Sarafian     | Karen Van Dijck  | Eerste vrouw                                      |
| Lotte Heijtenis      | Nina Overstijns  | Tweede vrouw                                      |
| Geert Van Rampelberg | Ruben Nuyens     | Jongere broer Mark / Begint een relatie met Nina  |
| Jurgen Delnaet       | Johan Van Neygem | Leraar van Maarten / Begint een relatie met Karen |
| Joren Seldeslachts   | Maarten Nuyens   | Zoon Mark & Karen, broer Hanne                    |
| Emilia Florentie     | Hanne Nuyens     | Dochter Mark & Karen, zus Maarten                 |
| Chris Lomme          | Julia Van Dijck  | Moeder van Karen                                  |
| Arnold Willems       | Alfons Van Dijck | Vader van Karen                                   |
| Lynn Van Royen       | Romy             | Klasgenote en vriendin van Maarten                |
| Jos Verbist          | Bert Overstijns  | Vader van Nina, huisarts                          |

### Gastrollen
- Tine Laureyns - Nathalie Van Dijck, zus van Karen
- Pieter Genard - Niels, collega van Nina
- Sven De Ridder - Mathias, vriend van Ruben, heeft een reisbureau
- Christel Domen - Myriam, vriendin van Bert
- Maaike Neuville - Verkoopster winkel "Chantal" waar Karen voor werkt
- Axel Daeseleire - Vin
- Pieter-Jan De Wyngaert - Steven
- Jasper Dreesen
- Charlotte Bongaerts
- Marieke Dilles
- Marc Peeters
- Jan Verheyen
- Ellen Petri
- Simone Milsdochter
- Eric Kempeneers
- Frank Mercelis
- Katelijne Verbeke Moeder van Nina
- Steven Boen Stijn, neef van Romy
- Nele De Mol Verkoopster kinderwinkel
- Phara Vandenbussche kleine Nina
- Peter Bulckaen - dokter
- Katrien De Becker - patiënte

## Productie
De opnames van de serie begonnen op 31 mei 2010 en eindigden op 29 september 2010 in Mechelen. Sinds 18 november is de serie iedere donderdagavond te zien op Eén.

## Afleveringen
"Dubbelleven" mag een zeer succesvolle reeks genoemd worden, met telkens kijkcijfers boven 1 miljoen.
| Nr | Titel                   | Eerste uitzending | Regie             | Kijkcijfers |
| -- | ----------------------- | ----------------- | ----------------- | ----------- |
| 1  | De andere vrouw         | 18 november 2010  | Joël Vanhoebrouck | 1.243.526   |
| 2  | De begrafenis           | 25 november 2010  | Joël Vanhoebrouck | 1.306.604   |
| 3  | Een nieuw begin         | 2 december 2010   | Joël Vanhoebrouck | 1.201.554   |
| 4  | De graffiti             | 9 december 2010   | Joël Vanhoebrouck | 1.248.192   |
| 5  | Een avondje uit         | 16 december 2010  | Joël Vanhoebrouck | 1.146.966   |
| 6  | Een beetje seks         | 23 december 2010  | Joël Vanhoebrouck | 1.276.681   |
| 7  | Stap voor stap          | 30 december 2010  | Joël Vanhoebrouck | 1.067.002   |
| 8  | Het gevecht             | 6 januari 2011    | Joël Vanhoebrouck | 1.271.648   |
| 9  | Afscheid van een vriend | 13 januari 2011   | Joël Vanhoebrouck | 1.226.383   |
| 10 | Overspel en jaloezie    | 20 januari 2011   | Joël Vanhoebrouck | 1.222.968   |
| 11 | Zon, zee en toenadering | 27 januari 2011   | Joël Vanhoebrouck | 1.270.729   |
| 12 | Wat ik wil              | 3 februari 2011   | Joël Vanhoebrouck | 1.143.039   |
| 13 | Het einde               | 10 februari 2011  | Joël Vanhoebrouck | 1.222.734   |

## Boeken
Er verschenen 2 boeken over de serie:
- Dubbelleven: Flashback, het verhaal van Marc dat het verhaal vertelt van voor de serie, hoe Mark zijn dubbelleven in stand hield.[1]
- Ruben en Nina: Overleven na dubbelleven vertelt het verloop van Rubens en Nina's leven na de serie.[2]

## Remake
In 2013 werd in Rusland een herwerking van de reeks gemaakt, met Russische acteurs.